# Famiglia gotico floreale

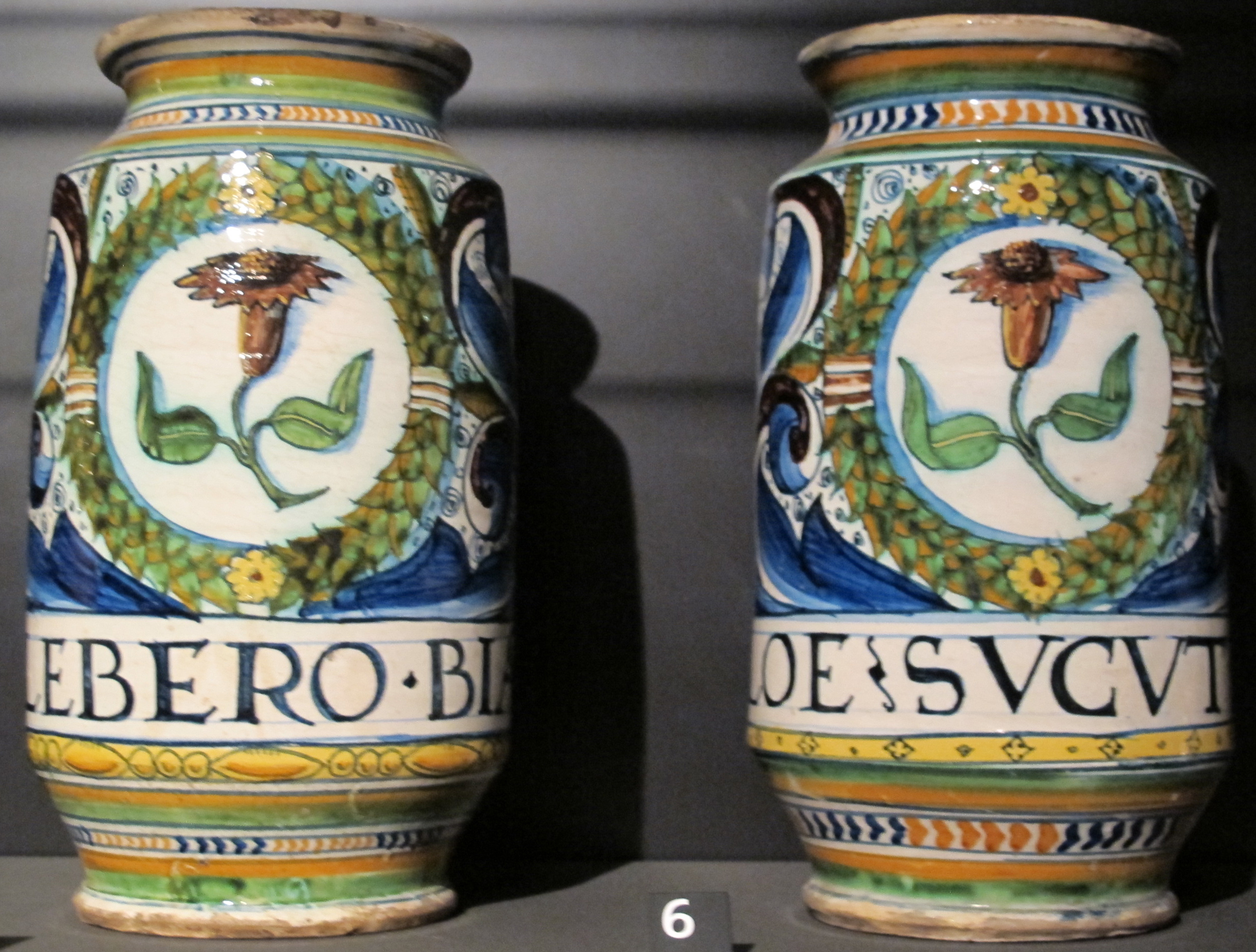
Albarelli da farmacia con decorazione gotico floreale, 1490-1500 circa, Victoria and Albert Museum

La famiglia gotico floreale è un tipo di maiolica del XV secolo, diffuso nell'Italia centrale.
Secondo gli studi del ceramologo Ballarini, esso si caratterizza dal decoro della foglia accartocciata (derivata dalla miniatura), disposta a tralcio, che riempie le tese dei piatti o gli spazi liberi in altri tipi di vasellame, come gli albarelli da farmacia. Questa famiglia presenta inoltre decorazioni figurate, con personaggi, animali, elementi vegetali e araldici, iscrizioni.